# Kardemomme
Kardemomme (af græsk: kardamomon) er en flerårig urt i ingefær-familien. Med kardemomme menes som regel grøn kardemomme (Elettaria cardamomum), som er et kraftfuldt aromatisk krydderi, der botanisk hører hjemme i plantefamilien Zingiberaceae. Planten, der er en staude, kan blive fra to til fire meter høj. Bladene er placeret i to rækker, bliver 40-60 cm lange og har spidse ender. Blomsterne er hvide til svagt lilla og sidder i løse 30-60 cm lange klaser. Frugten er en tresidet 1-2 cm lang gulgrøn frøkapsel, mens selve frøene er sorte.
Frøkapslerne tørres og de få, store frø anvendes enten hele eller malede. Krydderiet er vigtigt i det indiske køkken (og i det asiatiske) og udgør i malet hovedingrediensen i karry. I Mellemøsten anvendes kardemomme i kaffe, mens den f.eks. i Iran anvendes som smagstilsætning til te. Kardemomme er også ingrediens i chai-te fra Indien. Smagen er stærk og lugten kan minden om eukalyptus.
Kardemomme har været brugt siden omkring år 700 f.Kr. Den blev importeret til Europa første gang omkring 1200-tallet. I dag dyrkes planten i Indien, Nepal, Sri Lanka, Thailand og i Centralamerika, hvor Guatemala er det førende producentland. Efter safran og vanilje er det det dyreste krydderi.
I Indien, hvor planten stammer fra, kaldes krydderiet også elaichi. Der findes også en beslægtet art ved navn sort kardemomme. Kardemomme bør imidlertid ikke forveksles med arabisk kardemomme, der har en anden smag og duft.

## Etymologi
Ordet "kardemomme" er afledt af latin: cardamomum, som er en latinisering af oldgræsk: καρδάμωμον (kardámomon), der er sammensat af oldgræsk: κάρδαμον (kárdamon), "karse" og ἄμωμον (ámomon), som formentlig var navnet på en indisk krydderurt.